# Leucania diagramma
Leucania diagramma là một loài bướm đêm trong họ Noctuidae.